# ボルベーノ
ボルベーノ（イタリア語: Bolbeno）は、イタリア共和国トレンティーノ＝アルト・アディジェ州トレント自治県ボルゴ・ラーレスにある分離集落（フラツィオーネ）。
かつては独立の自治体（コムーネ）であったが、2016年1月1日に近隣のズクロと合併し、新自治体の一部となった。

## 地理

### 位置・広がり

#### 隣接コムーネ
隣接するコムーネは以下の通り。
- プレオーレ
- ティオーネ・ディ・トレント
- ブレッジョ・スペリオーレ
- ボンド
- ブレグッツォ
- ズクロ